# Sphaerorrhiza
Sphaerorrhiza, južnoamerički rod gesnerijevki, smješten u vlastiti podtribus Sphaerorhizinae, dio tribusa Gesnerieae. Sastoji se od 4 vrste trajnica, brazilski endemi.

## Opis
Rod Sphaerorrhiza uključuje malu skupinu kopnenih višegodišnjih rizomatoznih biljaka, a sve su porijeklom iz regije Cerrado u središnjem Brazilu. Biljke ovog roda karakteriziraju nizovi jedinstvenih gomoljastih podzemnih struktura koje omogućavaju biljkama mirovanje i preživljavanje tijekom sušne sezone te nastavak rasta kada je vlaga obilnija. Te se strukture iznova proizvode tijekom svake vegetacijske sezone i mogu se razdvojiti u pojedinačne propagule. Smatra se da njihov izgled nalikuje nizu perli i nazivaju se "moniliformni gomolji", od latinske monilia (dragulji).
Poznate su samo četiri vrste, a imaju pazušne cvjetove bijele, ljubičaste ili lila boje. Plod je suha čahura koja sadrži brojne sitne sjemenke.
Izvorno se smatralo da biljke pripadaju rodu Gloxinia. Godine 1976. Wiehler je opisao dvije poznate vrste kao Gloxinia burchellii i Gloxinia sarmentiana. Godine 2002. Zimmer et al. doveli u pitanje njihovo mjesto u gloksiniji nakon što su molekularne filogenetske studije otkrile da su pogrešno postavljeni ne samo u tom rodu, već i u cijelom plemenu Gloxinieae. (Zimmer, E.A., E.H. Roalson, L.E. Skog, J.K.Boggan i A. Idnurm. Amer. J.Bot 89:296-311 (2002). Godine 2005. Roalson i Boggan prebacili su dvije poznate vrste u novi rod, Sphaerorrhiza, i novo pleme, Roalson et al. 2005. pokazalo je da podzemne strukture nisu ni tipični višegodišnji gomolji opisao i reklasificirao dvije zbirke kao različite nove vrste (Arujo et al. 2016).
Biljke su zanimljive zbog svoje neobične podzemne morfologije i atraktivnih cvjetova. Mogu se uzgajati u zatvorenom prostoru ili pod umjetnim svjetlom i trebaju primati malo vode tijekom razdoblja mirovanja.
Tipska vrsta roda je Sphaerorrhiza sarmentiana. Nije poznato da postoje hibridi.

## Vrste
1. Sphaerorrhiza burchellii (S.M.Phillips) Roalson & Boggan
2. Sphaerorrhiza rosulata A.O.Araujo & Chautems; otkrivena 2016.
3. Sphaerorrhiza sarmentiana (Gardner ex Hook.) Roalson & Boggan
4. Sphaerorrhiza serrata A.O.Araujo & Chautems; otkrivena 2016.